# Каменка (Всеволожский район)
Ка́менка (фин. Kivikko, Mustjoki) — деревня в Щегловском сельском поселении Всеволожского района Ленинградской области.

## История
Деревня образовалась в конце XIX века при станции Ириновско-Шлиссельбургской узкоколейной железной дороги Чёрная Речка, к северу от неё на одноимённой реке и первоначально называлась — «выселки Чёртово Колено».

ЧЁРНАЯ РЕЧКА — поселение арендаторов в имении Щеглово при Чёрной речке и Шлиссельбургской жел. дороге 5 дворов, 21 м. п., 18 ж. п., всего 39 чел., железнодорожная станция Чёрная речка. (1896 год)

В конце XIX — начале XX века деревня административно относилась к Рябовской волости 2-го стана Шлиссельбургского уезда Санкт-Петербургской губернии.
Согласно церковным регистрационным книгам 1910—1930-х годов деревня называлась Чёрная Речка (Mustjoki) и относилась к Рябовскому лютеранскому приходу. Часть населения деревни составляли переселенцы и потомки переселенцев из Финляндии, так называемые «финляндские карелы».
Согласно переписи населения СССР 1926 года:

ЧЁРНАЯ РЕЧКА — деревня Щегловского сельсовета Ленинской волости Ленинградского уезда, 15 хозяйств, 65 душ.
 
Из них русских — 11 хозяйств, 49 душ; ингерманландцев — 2 хозяйства, 4 души; суоми — 1 хозяйство, 8 душ; эстонцев — 1 хозяйство, 4 души. (1926 год)

По административным данным 1933 года деревня Чёрная Речка относилась к Щегловскому сельсовету Ленинградского Пригородного района.
В 1938 году население деревни Чёрная Речка насчитывало 162 человека, из них русских — 25 и финнов — 137 человек. Деревня входила в состав Романовского финского национального сельсовета.
Согласно переписи населения СССР 1939 года:

ЧЁРНАЯ РЕЧКА — деревня Романовского сельсовета Всеволожского района, 150 чел. (1939 год)

К югу от станции Чёрная Речка находился посёлок Каменка, вытянутый по берегу реки Каменка, до соседней железнодорожной платформы Каменка.

КАМЕНКА — поселение арендаторов в имении Щеглово при р. Каменка при станции Каменка Шлиссельбургской жел. дороги 5 дворов, 15 м. п., 11 ж. п., всего 26 чел.

КАМЕНКА — сторожка Ириновско-Шлиссельбургской жел. дороги при р. Каменке 1 двор, 1 м. п. (1896 год)

Согласно регистрационным книгам Рябовского лютеранского прихода 1908—1930 годов селение называлось Каменька (Kaamenkka).
По сведениям Рябовского волостного совета в декабре 1921 года в деревне Каменка насчитывалось 58 жителей, в деревне Чёрная Речка — 42.
В конце 1924 года в деревне числилось 6 мужского и 11 женского пола, всего 17 прихожан Рябовской лютеранской церкви.
По административным данным 1933 года деревня Каменка относилась к Щегловскому сельсовету Ленинградского Пригородного района.
В 1938 году население деревни Каменка насчитывало 108 человек, из них русских — 30 и финнов — 78 человек. Деревня входила в состав Романовского финского национального сельсовета.

КАМЕНКА — деревня Романовского сельсовета Всеволожского района, 121 чел. (1939 год)

Деревня и платформа Каменка

В 1940 году население деревни также составляло 121 человек.
В 1940-е годы посёлок Каменка исчез, а его название перешло на деревню Чёрная Речка, располагавшуюся к северу от современной платформы Радченко.
В 1958 году население деревни составляло 77 человек.
По данным 1966, 1973 и 1990 годов деревня Каменка входила в состав Щегловского сельсовета.
В 1997 году в деревне проживали 153 человека, в 2002 году — 144 человек (русские — 93%), в 2007 году — 118.
Согласно Всероссийской переписи населения 2010 года в деревне проживали 164 человека.

## География
Деревня расположена в юго-западной части района на автодороге 41К-070 (Магнитная станция — Посёлок имени Морозова).
Расстояние до административного центра поселения — 10 км.
Деревня находится у платформы Радченко (до революции — платформа Чёрная Речка) Ириновского направления Октябрьской железной дороги.
Через деревню протекает река Чёрная.

## Демография
| 2007 | 2010 | 2012 | 2017 |
| ---- | ---- | ---- | ---- |
| 118  | ↗164 | ↘108 | ↗116 |

### Национальный состав
Согласно данным Всероссийской переписи населения 2021 года в деревне проживали 175 человек, из них:
 русские — 171, таджики — 3, один человек национальность не указал.

## Административное подчинение
- с 1 марта 1917 года — в Щегловском сельсовете Рябовской волости Шлиссельбургского уезда.
- с 1 февраля 1923 года — в Щегловском сельсовете Рябовской волости Ленинградского уезда.
- с 1 февраля 1924 года — в Щегловском сельсовете Ленинской волости.
- с 1 февраля 1926 года — в Жерновском сельсовете Ленинской волости.
- с 1 августа 1927 года — в Жерновском сельсовете Ленинского района Ленинградского округа.
- с 1 ноября 1928 года — в Щегловском сельсовете.
- с 1 августа 1930 года — в Щегловском сельсовете Ленинградского Пригородного района.
- с 1 августа 1934 года — в Романовском сельсовете.
- с 1 августа 1936 года — в Романовском сельсовете Всеволожского района
- с 1 января 1939 года — в Щегловском сельсовете[16].

## Инфраструктура
Объектов промышленности и сельского хозяйства нет.
На 1 января 2015 года в деревне числился 1 муниципальный и 103 частных дома. В 2019 году частных домов осталось 100.

## Садоводства
Северная Лица-1.